# Huisartsenwachtpost
Een huisartsenwachtpost in België is een medisch lokaal waar de huisarts van wacht raadpleging houdt voor (semi)dringende zorgvraag van patiënten voor geneeskundige zorg buiten de reguliere kantooruren, waarbij de eigen huisarts niet bereikbaar is tijdens het weekend, avond of nachturen. Naast een zittende huisarts vertrekt ook de rijdende huisarts vanuit de wachtpost met een dienstwagen met chauffeur.

## Structuur
Een huisartsenwachtpost wordt opgericht door de lokale huisartsenkring. Het is meestal een aparte vzw. Sommige wachtposten maken deel uit van meerdere huisartsenkringen uit de regio. Deze wachtposten zijn goed uitgeruste zorginstellingen die de eerstelijnszorg verstrekt aan de patiënten uit de regio, vooral buiten de kantooruren. Ze zijn geopend tijdens het weekend van vrijdagavond 18 uur tot maandagmorgen 8 uur. Sommige wachtposten zijn ook open tijdens de avond en nachten van de weekdagen. Er is steeds één of meerdere huisartsen aanwezig, samen met personeel voor het onthaal en verplegend personeel.
De rijdende wacht van de huisartsen vertrekt bijna overal vanuit deze huisartsenwachtpost.

## Ligging
Alle huisartsenwachtposten zijn gelegen nabij of zelf binnen de spoedopnames van het lokaal ziekenhuis.
Het ganse Vlaamse land is gedekt door één of meerdere huisartsenwachtposten. 
Ook Wallonië is praktisch volledig gedekt.
Voor de regio Brussel is er één grote wachtpost die bestaat uit zes verscheidende wachtposten.

## Wettelijke basis
De regelgeving is gewestelijk. De financiering gebeurt door het RIZIV.

## Centraal oproepnummer
De zorgvrager wordt doorgeschakeld rechtstreeks naar het onthaal van de huisartsenwachtpost. Ofwel krijgt men een operator aan de telefoon die een triage zal doen volgens bepaalde protocollen. De patiënt wordt dan doorgestuurd naar de wachtpost, ofwel volgt er een huisbezoek, of wordt er verwezen naar de spoedopname voor de meest dringende en ernstige klachten. Sommige mineure klachten kunnen ook wachten tot de volgende werkdag de reguliere huisarts beschikbaar is.